# استوارت روسا
استوارت الن روسا (به انگلیسی: Stuart Allen Roosa) فضانورد اهل کشور ایالات متحده آمریکا است که در ۱۶ اوت ۱۹۳۳ میلادی در دورانگو، کلرادو زاده شد. وی در مأموریت آپولو ۱۴ حضور داشته است.